# Antoine Watteau

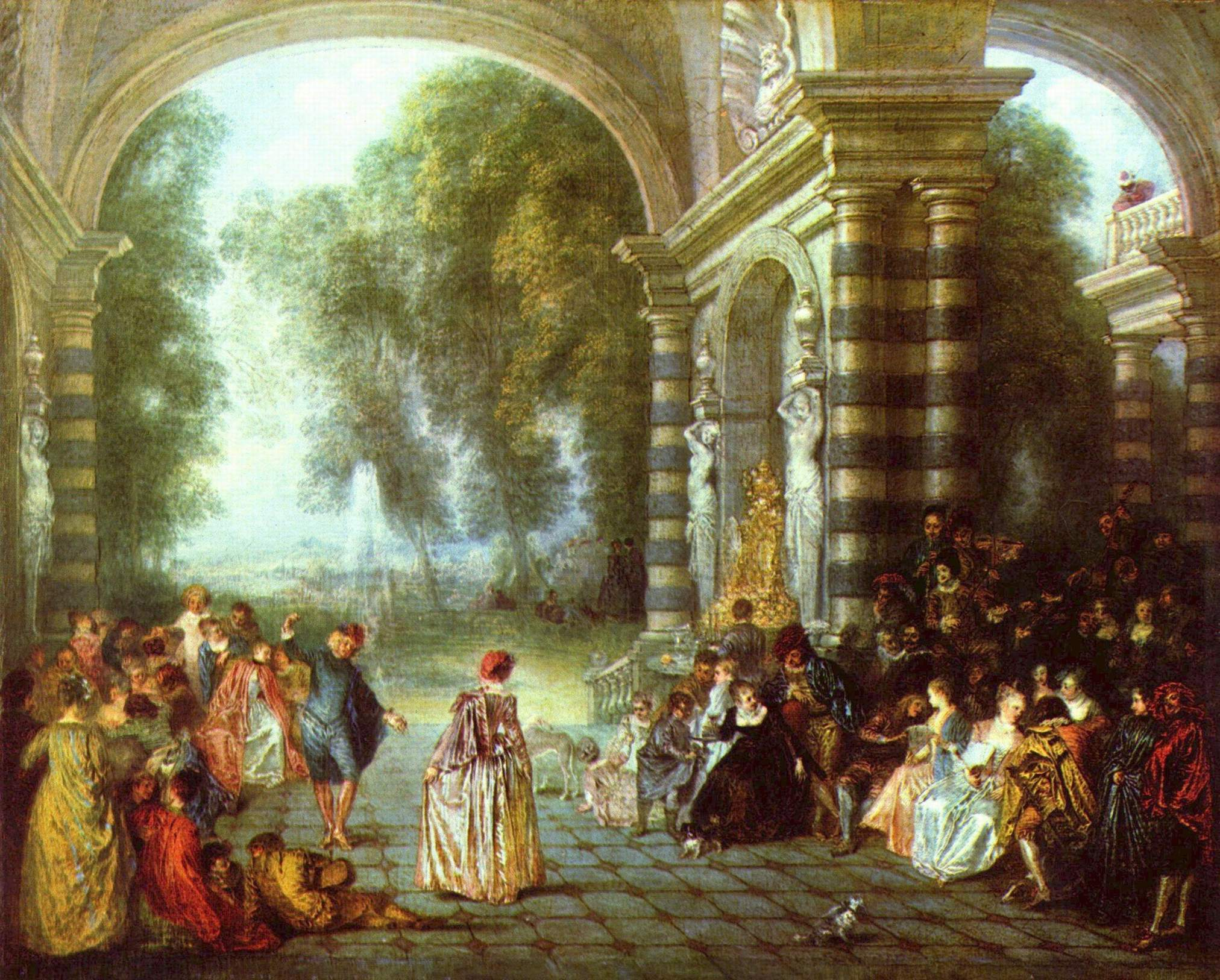
Dvorský ples, mezi 1715–1717

Jean-Antoine Watteau (10. říjen 1684, Valenciennes, Francie – 18. červenec 1721, Nogent-sur-Marne) byl francouzský malíř považovaný za prvního z mistrů rokoka.

## Životopis
Přesný den narození neznáme, 10. říjen 1684 je dnem křtu. Jeho rodiště bylo valonské, teprve roku 1678 na základě míru v Nijmegen připadlo Valenciennes Francii. Watteauův otec Jean Philippe byl tesař a pokrývač. Protože Watteau projevoval kreslířský talent, umožnili mu asi od roku 1695 rodiče školení u místního malíře Jacquese Alberte Gérina. V rodném městě měl možnost zhlédnout obrazy Petra Paula Rubense, pod jehož vlivem tvořil po celý život.
Asi v roce 1702, když Gérin zemřel, odešel Watteau do Paříže. Zaměstnal ho zde jistý malíř a obchodník s uměním, který měl krám na mostě Notre-Dame, pravděpodobně Étienne Desrais. Watteau pro něj pořizoval kopie obrazů nizozemských malířů. Asi v roce 1704 začal spolupracovat s malířem divadelních dekorací Claudem Gillotem, u kterého zároveň bydlel. Malíři se však brzy názorově rozešli.
Asi roku 1707 se Watteau nechal zaměstnat v ateliéru dekoratéra a malíře arabesek Claude Audrana III. Audran měl titul královského malíře a správce Lucemburského paláce. Watteau se podílel na jeho výzdobě a studoval zde soubor Rubensových maleb v medicejské galerii. Roku 1709 se zúčastnil soutěže Prix de Rome, vypsané Královskou akademií malířství a sochařství (Académie royale de peinture et sculpture). Získal až druhou cenu, a tudíž nemohl odjet do Říma na stipendijní pobyt spojený s první cenou, jak plánoval.

Do rodného Valenciennes odcestoval v září 1710. Zde se seznámil s libretistou a sběratelem obrazů Antoinem de Laroque. Začátkem roku 1710 se Watteau rozhodl vrátit do Paříže. Bydlel u sklářského mistra Pierra Sirois, který se stal jeho prvním agentem. Značný vzestup prestiže přinesl Watteauovi rok 1712, kdy byl přijat za člena Akademie. Podmínkou bylo, že Akademii daruje dílo, jehož námět si mohl sám zvolit. Watteau byl akademiky každoročně o toto dílo písemně urgován. Až když mu byla pod hrozbou vyloučení v roce 1717 uložena poslední, šestiměsíční lhůta, dodal v srpnu téhož roku obraz Nalodění na Kythéru. Následně se také zúčastnil jediných dvou zasedání Akademie. 

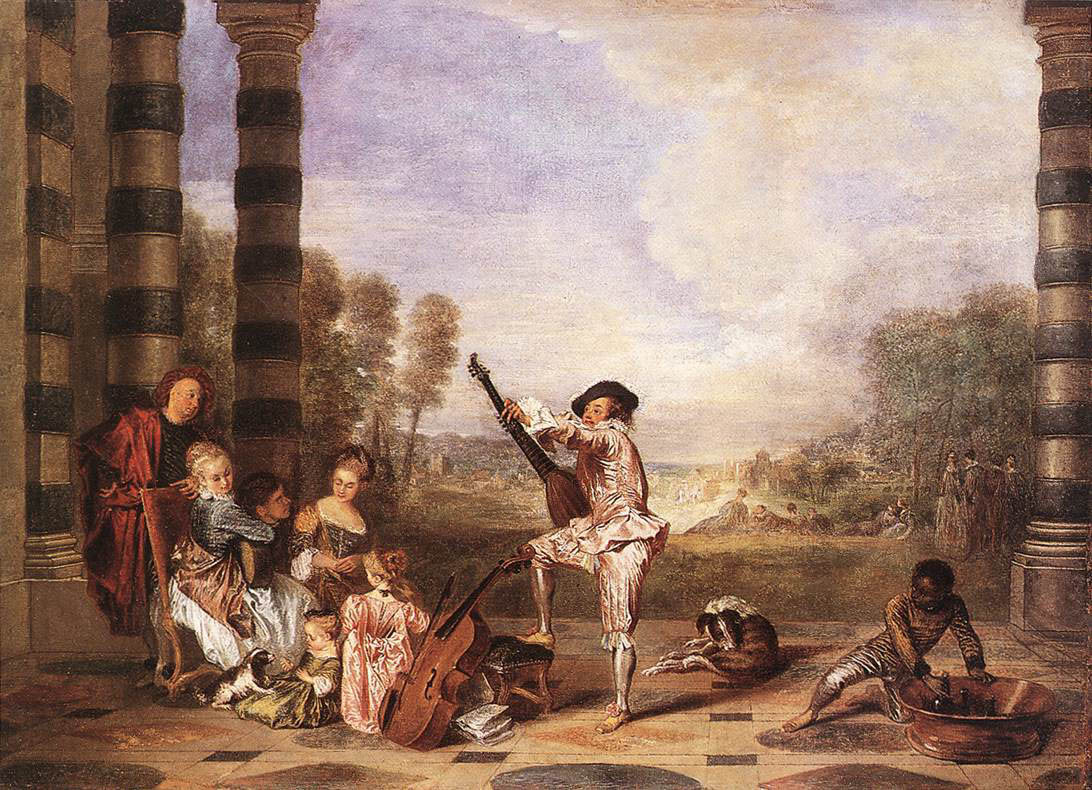
Krásy života, kolem 1718

V červnu 1715 ho navštívil švédský diplomat a propagátor francouzské kultury ve Švédsku Carl Gustaf Tessin. Od téhož roku se datují jeho styky s finančníkem a sběratelem obrazů Pierrem Crozatem. Watteau maloval na základě jeho objednávek a do roku 1718 bydlel střídavě v jeho domě v Rue de Richelieu a na venkovském statku v Montmorency. Koncem roku 1716 představil Crozat v Paříži Watteauovi italského malíře Sebastiana Ricci, švagra benátské malířky Rosalby Carriery. Watteau její pastely obdivoval, Carriera později malíře portrétovala.
Od konce roku 1718 do září 1719 bydlel Watteau spolu s malířem Nicolasem Vleughelsem v ulici Fossés Saint-Victor v domě synovce malíře Charlese Le Bruna. Na podzim 1719 odcestoval do Londýna. Zde se seznámil s lékařem Richardem Meadem, pro kterého namaloval dva obrazy. Během pobytu v Londýně mu ve Valenciennes zemřel otec. Watteau již v té době trpěl tuberkulózou. Vzhledem ke zhoršujícímu se stavu se někdy v první polovině roku 1720 vrátil do Paříže. Ubytoval se u obchodníka s obrazy Françoise Gersainta, pro jehož obchod na mostě Notre-Dame namaloval vývěsní štít. V srpnu ho poprvé navštívila malířka Rosalba Carriera, druhá návštěva proběhla v únoru 1721. Během návštěv nakreslila dva Watteauovy portréty.
Na jaře 1721 zařídil jeho přítel, kanovník kostela Saint-Germain l'Auxerrois v Paříži, Watteauovi pobyt na venkově východně od Paříže, v Nogent-sur-Marne. Zde malíř 18. července 1721 zemřel.

## Dílo

### Watteau a Jean de Jullienne

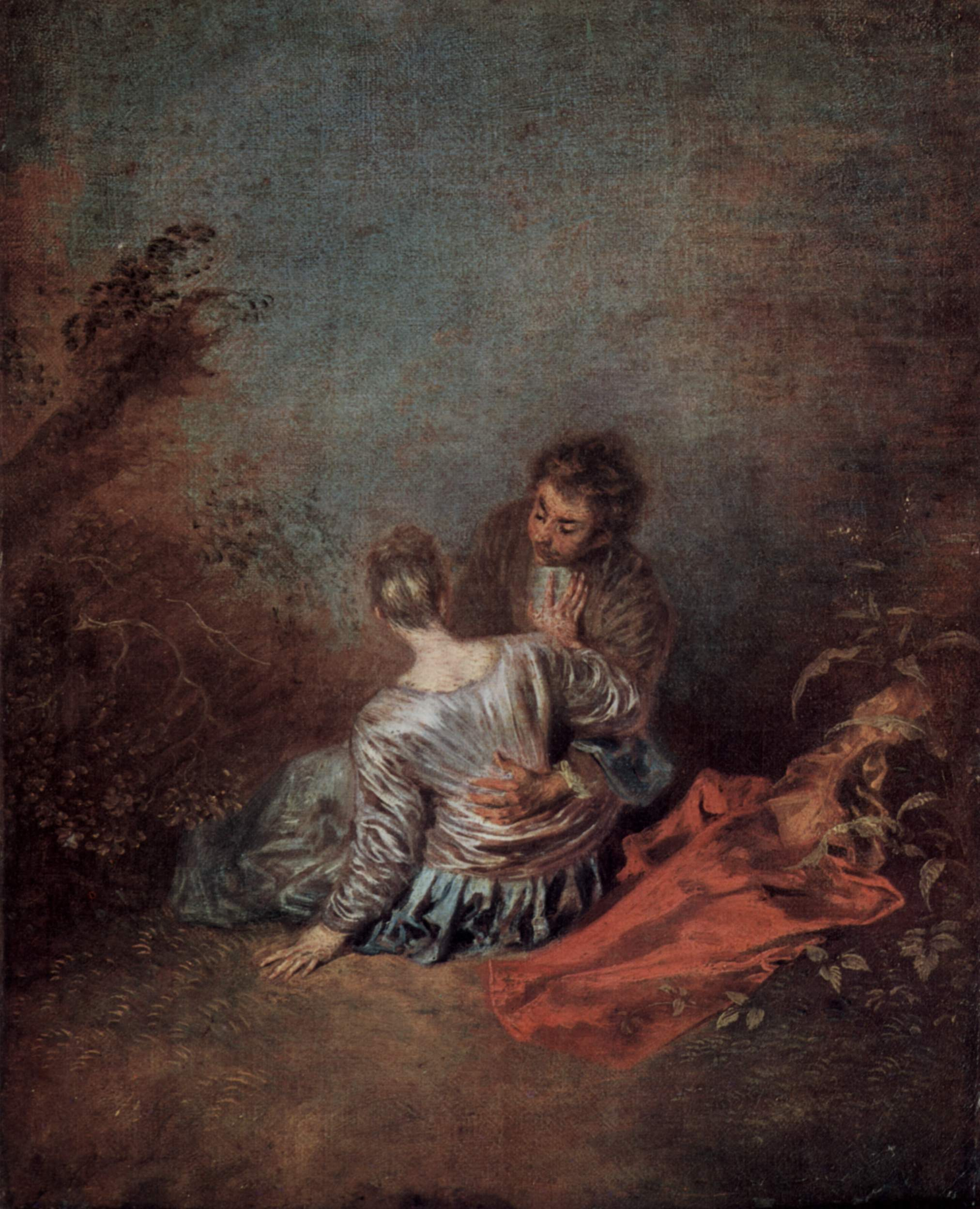
Chybný krok, kolem 1719

Není známý rok, kdy se seznámili. Jullienne byl obchodníkem s obrazy a jejich sběratelem. Watteaua s ním pojilo blízké přátelství. V závěti mu odkázal velkou část svých kreseb. Jullienne chtěl Watteauvo dílo přiblížit veřejnosti a potenciálním zákazníkům. Proto po jeho smrti zadával předním rytcům provedení kopií malířových kreseb a olejomaleb. V letech 1727 a 1728 vydal 351 rytin podle Watteauových kreseb pod názvem Figures de différents caractères (Různá vyobrazení). V roce 1735 následovala kniha L'Œuvre d'Antoine Watteau (Dílo Antoine Watteaua) s dalšími 271 rytinami, tentokrát reprodukujícími i malby. Celé dílo nese název Recueil Jullienne (Julliennova sbírka). Pro všechny historiky umění, kteří se malířovým dílem zabývají, je to základní pramen výzkumu.

### Hodnocení
Odvrátil se od klasicistní tradice, která až do jeho doby ve Francii dominovala a byla symbolizována jménem Nicolase Poussina. Inspiraci našel v pozdním díle Rubensově a částečně na něj navázal i tematicky. Rozvinul námět nazývaný „fêtes galantes“ – galantní slavnosti. Watteaův svět, ve kterém hraje hlavní roli láska, je na první pohled hravý a rozmarný, ale zároveň vyjadřuje také určitou melancholii. Bratři Edmond a Jules Goncourtové charakterizovali jeho tvorbu následovně: Watteau obnovil rys půvabné krásy. V jeho umění se už nesetkáváme s antickým půvabem. Půvab Watteauových děl je půvabem o sobě. Je to onen nedefinovatelný dotek, který dodává ženám koketérie, roztomilosti a krásy, jež překonává pouhou krásu tělesnou. Jde o onu nepostižitelnou vlastnost, která způsobuje, že se linie jakoby usmívá, že se zdá, jako by forma měla duši a stávala se duchovým obrazem hmoty. Ve svých olejomalbách vyjadřuje Watteau pomíjivost času. Náměty hledal v zámeckých zahradách i měšťanských salónech. Měl rád divadelní prostředí, zobrazoval oblíbené postavy italské komedie dell'arte. Stíral hranici mezi hrou a skutečností.
Značný význam má jeho dílo i pro dějiny módy doby rokoka a regentství, kdy po smrti Ludvíka XIV. vládl jeho synovec Filip II. Orleánský. Na několika obrazech např. zachytil volný splývavý plášť zvaný „contouche“ (kontuš), bohatě zřasený na zádech, který přišel do módy právě v této době.

## Reflexe v české beletrii

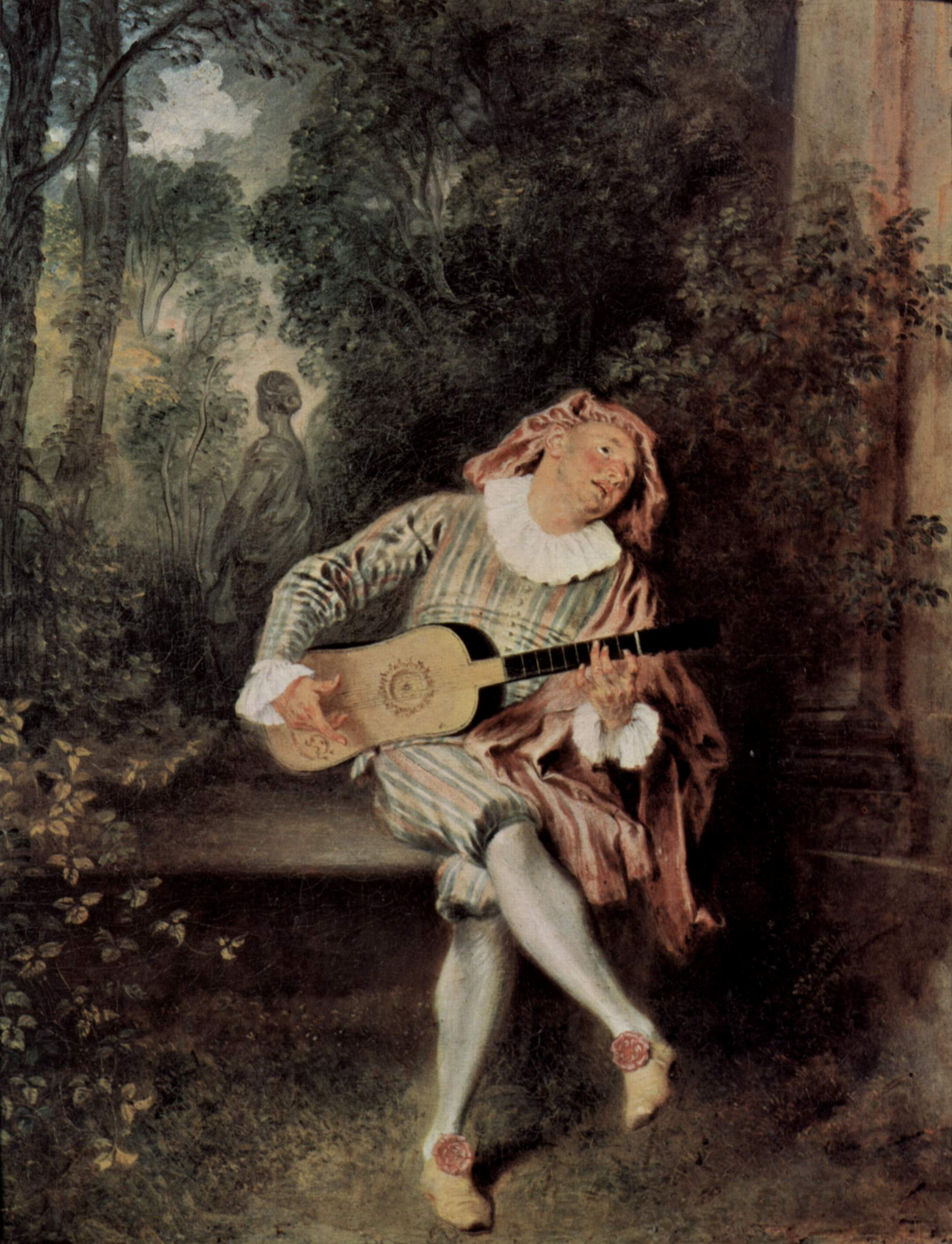
Mezzetin, mezi 1717–1719

Obraz Mezzetin hraje klíčovou roli v dobrodružném příběhu s detektivními prvky pro děti a mládež – Společnost správných romantiků od Jiřího Hogana. Obraz poskytne indicie pro vyluštění záhady. (Kytarista na obraze má totiž – na rozdíl od originálu – kromě dvou růžiček na botách namalovaný květ také na zápěstí).

## Výběr z díla
- Radosti plesu, mezi 1715–1717, olej na plátně, Londýn, Dulwich Picture Gallery. Původně byla architektura pozadí vyvedena jinak. Je možné, že je dílem specialisty na historickou architekturu Philippa Meusniera a Watteau obraz zaplnil postavami.
- Mezzetin, mezi 1717–1719, olej na plátně, 55,2 × 43,2 cm, New York, The Metropolitan Museum of Art, Munsey fund. Mezzetin hraje serenádu své nepřítomné milence, kterou symbolizuje kamenná socha v pozadí. Obraz je výrazem melancholické touhy.
- Krásy života, kolem 1718, olej na plátně, 67,3 × 92,5 cm, Londýn, Wallace Collection. Postava vlevo v červeném plášti je Watteaův přítel, nizozemský malíř Nicolas Vleughels.
- Pierot (aneb Gilles), kolem 1718, olej na plátně, 184,5 × 149,5 cm, Paříž, Louvre. Jeden z nejslavnějších Watteauových obrazů, do Louvre se dostal roku 1870. Melancholický výraz Pierota vyvolává mnoho interpretací a bývá srovnáván s Monou Lisou. Jedním z výkladů je, že v Pierrotovi Watteau zobrazil svůj náhled na svět. Je možné, že obraz byl původně výstavním štítem na kavárně bývalého herce Belloniho, slavného představitele Pierota.
- Chybný krok, kolem 1719, olej na plátně, 40 × 31,5 cm, Paříž, Louvre. Gesto mladé ženy osciluje mezi souhlasem a odmítnutím. Centrálním bodem obrazu je ženina bílá šíje.

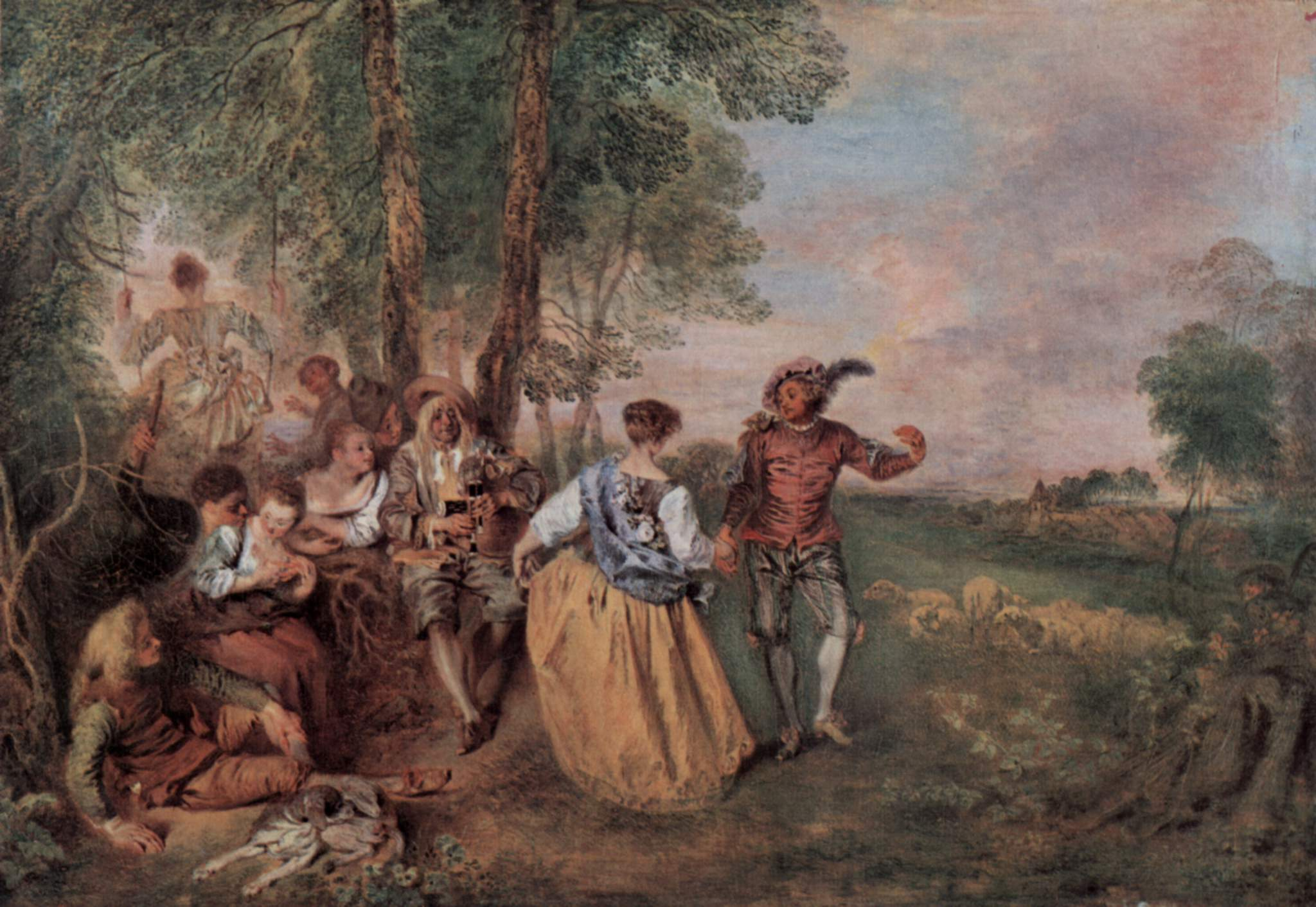
Pastýři (Pastýřské radosti), kolem 1719

- Pastýři (Pastýřské radosti), kolem 1719, olej na plátně, 56 × 81 cm, Berlín, Stiftung Preusissche Schlösser und Gärten Berlin-Brandenburg, palác Charlottenburg. Obraz je plný skrytých i otevřených erotických narážek. Pes, symbol cudnosti, se odvrací, dudy jsou mužským sexuálním symbolem. Pastýř vlevo hladí zezadu svou dívku na prsou.
- Slavnost lásky, kolem 1719, olej na plátně, 61 × 75 cm, Drážďany, Gemäldegalerie Alte Meister, Staatliche Kunstsammlungen. Plastika Venuše a Kupida slouží jako inspirace k milostným hrátkám shromážděných párů.
- Nalodění na Kythéru, kolem 1719, olej na plátně, 129 × 194 cm, Berlín, Stiftung Preusissche Schlösser und Gärten Berlin-Brandenburg, palác Charlottenburg. Autorská replika obrazu, který Watteau předložil jako své mistrovské dílo v roce 1717 Akademii. Objednal si ji pruský král Fridrich Veliký.
- Francouzští komedianti, kolem 1720, olej na plátně, 57,2 × 73 cm, New York, The Metropolitan Museum of Art. Postavy shromážděné před kulisami dvou oblouků jsou oblečené do přepychově vyšívaných kostýmů a předvádějí melodramatické pózy.

## Galerie

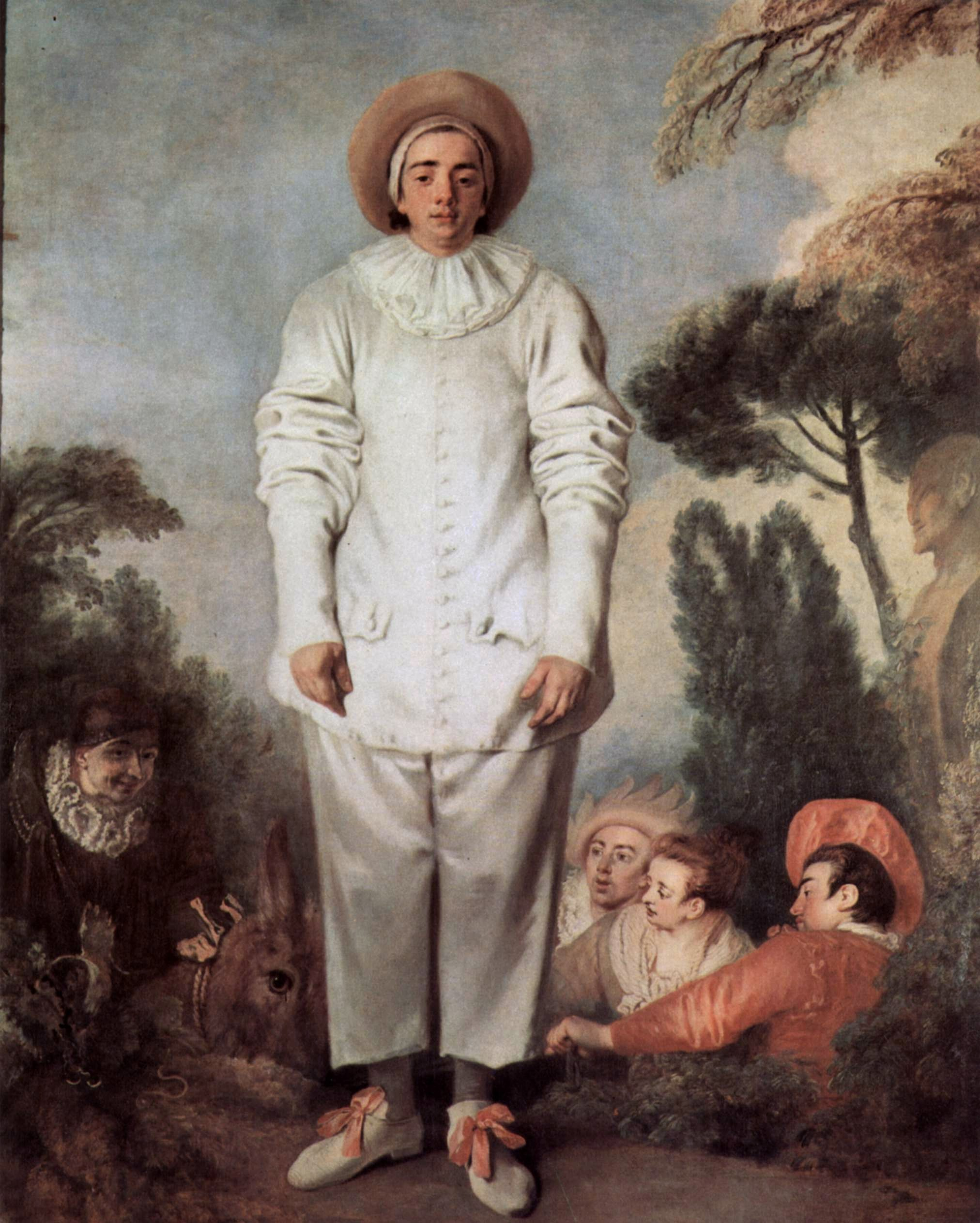
Pierot, kolem 1718
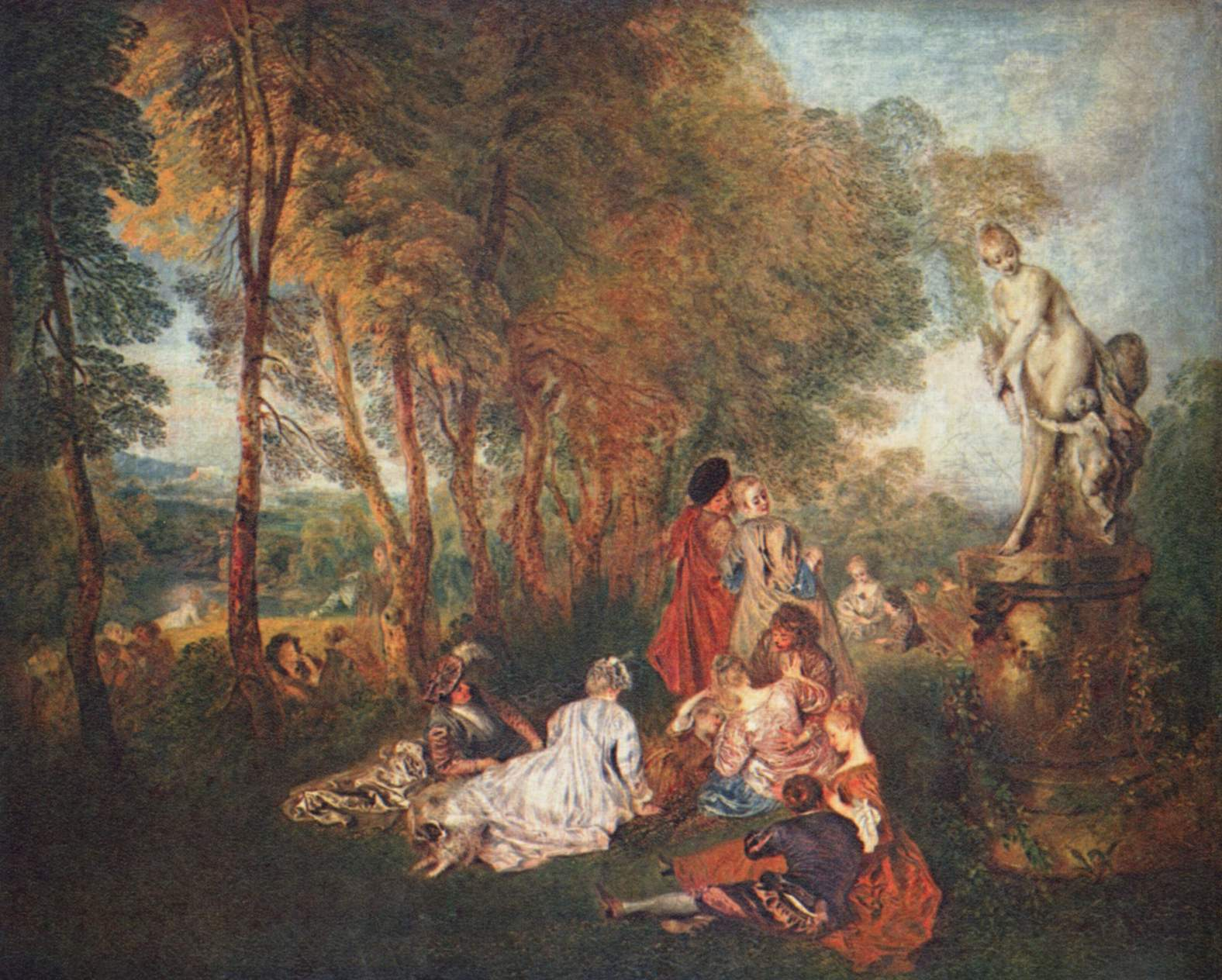
Slavnost lásky, kolem 1719
Nalodění na Kythéru, kolem 1719
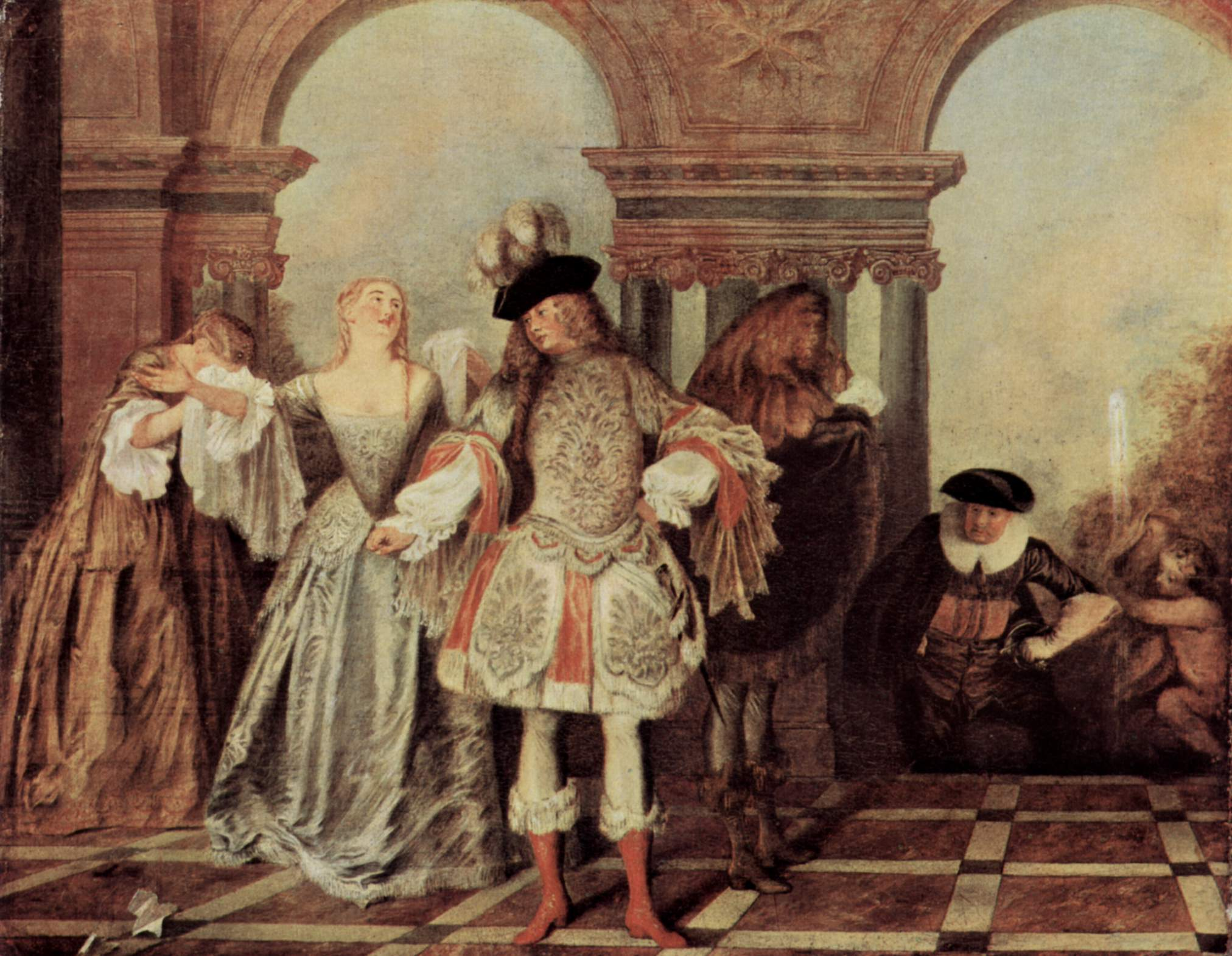
Francouzští komedianti, kolem 1720